# Madeleine Rebérioux
Pour les articles homonymes, voir Amoudruz.
Madeleine Rebérioux, née Amoudruz le 8 septembre 1920 à Chambéry (Savoie) et morte le 7 février 2005 à Paris, est une historienne française spécialiste de Jean Jaurès et de la IIIe République.

## Biographie

### Famille et formation
Madeleine Amoudruz est la sœur de François Amoudruz et la belle-sœur de Serge Fischer, résistant.
Elle est premier prix d'histoire au concours général (1937), admise en 1941 à l'École normale supérieure de jeunes filles de Sèvres, agrégée d'histoire (1945). Elle soutient une thèse de doctorat d'État sur travaux, intitulée Jaurès, la SFIO et la société française au tournant du siècle,.
Le 10 août 1946, elle épouse le résistant communiste Jean Rebérioux, plus tard cofondateur du MRAP, avec lequel elle a quatre enfants, dont Vincent Rebérioux, vice-président de la Ligue des droits de l'homme.

### Carrière d'enseignante
De 1945 à 1961, elle enseigne dans le secondaire à Mulhouse, puis Montgeron et Saint-Maur-des-Fossés, au lycée Marcelin-Berthelot.
De 1962 à 1969, elle est assistante, puis maître-assistante à la Sorbonne, ensuite elle est nommée professeure à l'université de Vincennes, qu'elle a contribué à créer. C'est à Vincennes qu'elle crée avec Madame de Gaudemar la première formation des documentalistes pour les centres de documentation et d’information des établissements secondaires (CDI).
À partir de 1978, elle enseigne à l'École des hautes études en sciences sociales.
Elle est vice-présidente de l'établissement public en vue de la création du musée d'Orsay de 1981 à 1988.

### Engagement politique
Après la Libération, en 1946, elle devient membre du Parti communiste. Elle est conseillère municipale de Mulhouse de 1948 à 1950. Au début de l'année 1956, elle s'enthousiasme pour la politique de déstalinisation de Nikita Khrouchtchev, mais déplore la répression de la révolution hongroise à la fin de la même année. En 1958, elle obtient le vote, par sa section, d'une résolution désapprouvant le procès et l'exécution d'Imre Nagy. Ses critiques continuant, Guy Ducoloné obtient en 1960 que la presse du Parti communiste ne publie plus ses articles. En 1969, elle est exclue du PCF pour avoir participé à la revue d'extrême gauche Politique aujourd'hui.
En 1957, elle anime le Comité de défense des libertés contre la guerre d'Algérie. En 1958, elle rejoint le comité Maurice Audin, créé l'année précédente. En mai 1960, elle devient membre du comité de rédaction de Vérité-Liberté, créé pour contourner la censure d’État sur la guerre d'Algérie. Son engagement anticolonialiste se poursuit en tant que membre active du comité pour la défense des libertés en Algérie. Elle signe en 1960 le Manifeste des 121, titré « Déclaration sur le droit à l’insoumission dans la guerre d’Algérie », pétition signée par des intellectuels de l'époque, et proteste contre les ratonnades du 17 octobre 1961.
De 1965 à 1969, elle est responsable du collectif universitaire intersyndical contre la guerre du Viêt Nam  et organise un grand meeting 15 décembre 1966 avec les militants du lycée Turgot de Paris, parmi les premières réunions de sensibilisation de la jeunesse à la cause vietnamienne. De 1971 à 1975, elle est responsable du Front Solidarité Indochine.

### Au service des droits de l'homme

#### Présidente de La Ligue des droits de l'homme
Elle rejoint en 1964 la Ligue des droits de l'homme, dont elle est présidente, première femme à occuper cette fonction, de 1991 à 1995. Lors du congrès d'Aubervilliers en 1993, elle met la « citoyenneté sociale » au cœur des débats. Cette année-là, elle préside la conférence de presse du lancement d'Agir ensemble contre le chômage (AC!). Bien après son mandat de présidente, elle reste une très active militante de la Ligue et sa présidente d'honneur.

#### Pour la paix et la non-violence
En décembre 2001, elle est à l'initiative du collectif « Trop, c'est trop ! » pour intervenir sur le conflit israélo-palestinien. Elle est membre du comité de parrainage de la Coordination française pour la Décennie de la culture de paix et de non-violence.

### Contre le négationnisme et les lois mémorielles
En février 1979, elle fait partie des 34 signataires de la déclaration rédigée par Léon Poliakov et Pierre Vidal-Naquet pour démonter la rhétorique négationniste de Robert Faurisson.
En 1990, elle écrit une tribune dénonçant l'inutilité, selon elle, de la loi Gayssot. Elle s'appuie sur le fait qu'avant la loi Gayssot, le négationniste Robert Faurisson avait déjà été condamné par la justice française. Pour elle, le parlement ne doit pas officialiser l'histoire pour permettre aux juges de faire la part de la vérité et du mensonge et de dire le droit,.

## Apport à l'histoire de la France contemporaine

### La spécialiste de Jaurès
Madeleine Rebérioux est spécialiste du socialisme français de la fin du XIXe siècle et notamment de l'œuvre de Jean Jaurès. Elle préside la Société d'études jaurésienne de 1982 à sa mort et dirige de très nombreuses publications concernant Jaurès et la période 1870-1914.

### Carrière éditoriale
De 1971 à 1982, elle est directrice de la revue Le Mouvement social. Elle préside longuement l'Association des amis du Maitron de 1982 à 2004 et siège longtemps au jury du prix Jean-Maitron.
De 1996 à 2005, elle copréside le conseil scientifique de l'Institut de recherche de la FSU[réf. nécessaire].

## Publications
- Jaurès : contre la guerre et la politique coloniale, Éditions sociales, collection Les classiques du peuple, 1959.
- La Deuxième Internationale et l'Orient, (en collaboration avec Georges Haupt), Éditions Cujas, 1967  (ISBN 2-254-67715-2).
- Jaurès et la Classe ouvrière, Maspero, 1975.
- Nouvelle histoire de la France contemporaine, t. 11 : La République radicale ? 1898-1914, Paris, Éditions du Seuil, coll. « Points. Histoire » (no 111), 1975, 256 p. (ISBN 978-2-02-000671-2, présentation en ligne), [présentation en ligne].
- Les Ouvriers du livre et leur Fédération, Temps actuel, 1981.
- Ils ont pensé les droits de l'homme, EDI-Ligue des droits de l'homme, 1989.
- Jaurès : la parole et l'acte, Gallimard, coll. « Découvertes Gallimard / Histoire » (no 220), 1994  (ISBN 2-07-053291-7).
- Parcours engagés dans la France contemporaine, Belin, 1999 (recueil de ses articles d'histoire).
- Vive la République ! Histoire, droits et combats de 1789 à la guerre d'Algérie, Démopolis, 2009 (recueil d'articles).
- Jean-Claude Perrot, Michelle Perrot, Madeleine Rebérioux, Jean Maitron, La Sorbonne par elle-même, envoyé par Sophie Cœuré, Paris, Editions de la Sorbonne, coll. «Tirés à part, 2018.

Sous la direction de Madeleine Rebérioux :
- Les Femmes en France dans une société d'inégalité, La Documentation française, (direction partagée avec Andrée Michel), 1982.
- L'Expression plastique au XIXe siècle, Le Mouvement Social, 1985.
- L'Exposition internationale de 1989 et la vulgarisation, Le Mouvement social, 1989.
- Jaurès, historien de la Révolution française, musée Jean-Jaurès, Castres, 1989.
- La Construction des branches professionnelles XIXe – XXe siècles, 1990.
- L'Extrême droite en questions, EDI, 1991.
- Paris-Province 1900, Le Mouvement social, 1992.
- Fourmies et 1er mai, Éditions de l'Atelier, 1994.
- Jaurès et les intellectuels, Éditions de l'Atelier, (direction partagée avec Gilles Candar), 1994.
- Édition des Œuvres de Jean Jaurès, 17 tomes prévus, Fayard, 2000-20.., coordination et codirection des tomes 1 et 2.

## Distinctions
- Officière de la Légion d'honneur

## Hommages
En 2014, la ville de Paris lui attribue une rue : la rue Madeleine-Rebérioux. La maison des associations du 3e arrondissement de Paris porte son nom, ainsi qu'une salle de cours (R2-02) du campus Jourdan de l'École normale supérieure.

## Sources
- Les papiers personnels de Madeleine Rebérioux sont conservés aux Archives nationales, site de Pierrefitte-sur-Seine, sous la cote 647AP : Inventaire du fonds. Les archives liées aux études jaurésiennes et à l'histoire du mouvement socialiste sont conservées par le musée de l'Histoire vivante à Montreuil-sous-Bois. Il existe aussi un fonds d'archives universitaires à l'ENS.